# Podoleni
Podoleni is een Roemeense gemeente in het district Neamț.
Podoleni telt 5684 inwoners.